# Mouacourt
Mouacourt je francouzská obec v departementu Meurthe-et-Moselle v regionu Grand Est. V roce 2013 zde žilo 79 obyvatel.

## Geografie
Sousední obce jsou: Coincourt, Emberménil, Laneuveville-aux-Bois, Parroy a Xures.
Přes území obce prochází vodní kanál Marna-Rýn.

## Vývoj počtu obyvatel
Počet obyvatel